# Îles Sous-le-Vent (Polynésie)
Pour les articles homonymes, voir Îles Sous-le-Vent.
Les îles Sous-le-Vent sont un groupe d'îles qui font partie de l'archipel de la Société, l'un des cinq archipels de la Polynésie française. Les îles Sous-le-Vent se trouvent au nord-ouest des îles du Vent, l'autre groupe des îles de la Société qui inclut Tahiti.

## Géographie
Elles se composent de :

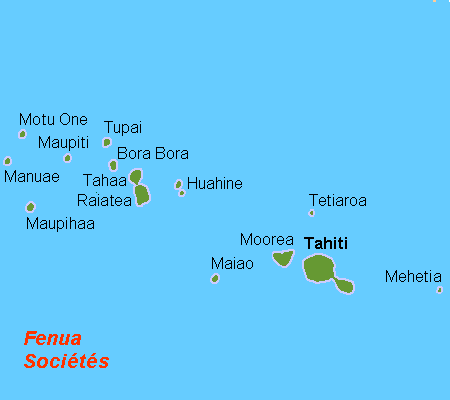
Les îles Sous-le-Vent se situent à l'ouest des îles du Vent.

- cinq îles hautes (montagneuses) : Bora-Bora, Huahine, Maupiti, Raiatea et Taha'a ;
- quatre atolls : Manuae, Maupihaa, Motu One et Tupai.

## Histoire
En juin 1847, en règlement de l'affaire Pritchard, la convention de Jarnac signée entre la France de Louis-Philippe et le Royaume-Uni de Victoria (abrogée en 1887), reconnaissait leur indépendance. Elles furent intégrées aux Établissements français de l'Océanie par loi du 19 mars 1898.
Le nom « les îles Sous-le-Vent » est une traduction du nom de l'archipel en tahitien : « te mau fenua raro mata'i », littéralement « les îles sous (situées en bas) le vent ».